# Veidas

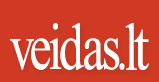
Logo

Veidas (dt. „Gesicht“) ist ein litauisches Nachrichtenmagazin mit 8.000 Exemplaren, herausgegeben als Analog des deutschen Der Spiegel ab Oktober 1992 vom litauischen Unternehmen UAB „Veido periodikos leidykla“ (Inhaber ist Algimantas Šindeikis, Direktor Andrius Valacka). Redaktionsadresse:
A. Goštauto g. 8, LT – 01108, Vilnius. Die Wochenschrift wird von Lesern mit 20–60 Jahren gelesen, 85 % in den Großstädten und 15 % in anderen Städten.

## Redaktion
Chefredakteure
- Valdas Vasiliauskas, 1992–1996
- Aurelijus Katkevičius, 1996–2000
- Liudvikas Gadeikis, 2000–2007
- Gintaras Sarafinas, 2007–2014
- Giedrė Bolzanė, ab März 2014[2]
- Evaldas Labanauskas, ab April 2014
- Arūnas Brazauskas, 2014–2015
- Rimvydas Valatka, von Juli 2015 (auch Direktor des Unternehmens)[3] bis März 2016
- Arūnas Brazauskas, seit März 2016

## E-Version
Portal “veidas.lt”:
- Redakteur Jonas Okmanas

## Auszeichnungen
- Gerd Bucerius-Förderpreis Freie Presse Osteuropas (2000)[4]